# Бутурлиновский ликёро-водочный завод
Бутурлиновский ликёро-водочный завод — российское предприятие-производитель алкогольной продукции, расположенное в городе Бутурлиновка Воронежской области. Один из старейших ликёро-водочных заводов в России. 

## История
В конце XIX века в Бутурлиновке функционировало 4 винокуренных завода, один из них был основан в 1897 году земским начальником 2-го участка Бобровского уезда Воронежской губернии Михаилом Васильевичем Стрижевским. На предприятии было налажено паровое производство. На тот момент в Бутурлиновке были развиты сельско-хозяйственная и перерабатывающая промышленность. 
Министр финансов Российской Империи Сергей Юльевич Витте выпустил распоряжение, что по всей стране должны быть созданы винные склады-заводы, а уже существующие должны перейти в собственность к государству, по этой причине винокурня Стрижевского стала казённой. Производство было модернизировано.  
Пожар, произошедший на заводе в 1917 году, а также установление в стране власти Советов привели к закрытию завода. Производство было возобновлено в 1928 году. К 1936 году объём выпущенной продукции составлял 600 тысяч декалитров водки в год. 
В годы Великой Отечественной войны завод частично был эвакуирован в Киров, однако производство водки не было остановлено полностью. Кроме того, на предприятии было налажено изготовление бутылок с противотанковой смесью. 
В XXI веке завод был модернизирован. Оборудование было обновлено. Запущено три линии розлива. 